# خانه خنجرهای پران
خانه خنجرهای پرّان (به چینی: 十面埋伏, shí miàn mái fú) فیلمی چینی در ژانر ووشیا و عاشقانه محصول سال ۲۰۰۴ به کارگردانی ژانگ ییمو است. اندی لاو، جانگ زئی، و تاکشی کانشیرو بازیگران فیلم هستند. بر خلاف دیگر فیلم‌های سبک ووشیا، این فیلم بیشتر داستانی عاشقانه را روایت می‌کند تا اینکه صرفاً یک فیلم رزمی باشد.